# Бенефіція
Бенефіцій (лат. beneficium — благодіяння, лат. bene — добре, лат. facere — робити).
- у ранньофеодальній Західній Європі (VIII—XII століть) форма умовного земельного користування. Надавалась королем (великим землевласником) з умовою виконання одержувачем певних обов'язків, найчастіше військової служби. Бенефіція була дійсна до смерті одержувача або скаржника. В розвитку поземельних відносин являла собою проміжну стадію між дофеодальною власністю — алодом і феодальною — леном, зародком якого вона була. Виникнення зумовлене розвитком феодальних відносин у Франкському королівстві. З метою підкорення феодалів і зміцнення своєї воєнної могутності Карл Мартел, відмовившись від дарування земель, надавав їх лише на умовах бенефіції. Наслідком було знищення стану вільних людей і розшарування суспільства на великих землевласників, васалів і кріпаків.
- у римському та цивільному праві — привілеї, що забезпечують певним особам можливість уникнення небажаних юридичних наслідків.
- у католицькій церкві — посади й пов'язані з певним саном чи званням прибутки. Пасхалка